# Hohenschwangau
Hohenschwangau è una frazione del comune di Schwangau presso Füssen, nella regione dell'Algovia, in Baviera.
Il nome indica la parte alta (hohen) del comune di Schwangau (contea del cigno), di modo che complessivamente si può tradurre come "contea del cigno" alta.

## Economia

### Turismo
La località ospita il castello di Neuschwanstein, probabilmente il più famoso nel mondo, ed il castello di Hohenschwangau. Il centro abitato, situato nei pressi del lago Alpsee, è costituito principalmente da alberghi e dipende esclusivamente dal turismo, che conta circa 2 milioni di turisti all'anno.
Il castello di Hohenschwangau è molto vicino al paese ed è raggiungibile a piedi in circa 15 minuti oppure sulle carrozze a cavalli, che consentono anche di raggiungere il castello di Neuschwanstein, un po' più lontano dal paese (30 minuti a piedi), al quale si può arrivare anche in auto. Vicino a Neuschwanstein si trova la gola di Pollat, sormontata da un ponte (Marienbrücke) alto 90 metri dal quale si può godere di una splendida vista sul castello e sulle montagne bavaresi. Dal paese, inoltre, è possibile salire, attraverso una funivia (830 metri s.l.m. - 1730 metri s.l.m.), sul monte Tegelberg, che sovrasta tutta l'area dei castelli.